# اچ‌ام‌اس یونیژن (پی۴۳)
اچ‌ام‌اس یونیژن (پی۴۳) (به انگلیسی: HMS Unison (P43)) یک زیردریایی بود که طول آن ۵۸٫۲۲ متر (۱۹۱٫۰ فوت) بود. این زیردریایی در سال ۱۹۴۱ ساخته شد.